# Skämmerskans barn
Skämmerskans barn (danska: Skammerens børn) är en dansk serie fantasyböcker skapad av författaren Lene Kaaberbøl. Det följer två huvudpersoner, först Dina i Skämmerskans dotter och därefter även hennes storebror Davin i Skämmartecknet, Ormens gåva och Skämmarkriget. Samtliga svenska utgåvor är översatta av Karin Nyman och utgivna av förlaget Rabén & Sjögren.

## Böcker i serien
| Svensk Titel        | Dansk originaltitel | Utgivningsår                    |
| ------------------- | ------------------- | ------------------------------- |
| Skämmerskans dotter | Skammerens datter   | 2002 på danska, 2005 på svenska |
| Skämmartecknet      | Skammertegnet       | 2003 på danska, 2005 på svenska |
| Ormens gåva         | Slangens gave       | 2004 på danska, 2004 på svenska |
| Skämmarkriget       | Skammerkrigen       | 2005 på danska, 2005 på svenska |

## Rollfigurer

### Huvudkaraktärer

#### Dina Tonerre
Dina är en flicka som är strax under elva i första boken. Hon har ärvt sin mors gåvor, skämmarögon och skämmarröst, vilket hon måste använda till att göra gott i världen.

#### Davin Tonerre
Davin är Dinas äldre bror. Han har ingen av sin mors eller systers krafter.

### Sidokaraktärer

#### Skämmerskan
Skämmerskan är Dina och Davins mor. Hon kan, med sin röst och ögon få folk att skämmas över de dåliga saker de gjort.

#### Nico
Nico är bortskämd och försupen fursteson, som blir anklagad för ett mord i den första boken.

## I annan media
En film av Kenneth Kainz baserad på första boken släpptes 2015, Skämmerskans dotter och följdes av uppföljaren Skämmerskans dotter 2: Ormens gåva.